# 진위역
진위역(振威驛, Jinwi station)은 경기도 평택시 진위면 하북리에 있는 경부선상 수도권 전철 1호선의 전철역으로, 2006년 6월 30일, 평택지제역과 함께 개통되었다.
역 광장에는 보호수로 지정된 회화나무가 있다.

## 역 구조
2면 4선의 상대식 승강장이며 가운데에 2선의 통과선이 있다. 현재 스크린도어가 설치되어 있고 출구는 2개이다.
| ↑오산    |
| １ \| ２ |
| 송탄↓    |

| 1 | ● 수도권 전철 1호선 | 수원 · 구로 · 서울역 · 광운대 방면 |
|   | 경부선              | 통과선                             |
| 2 | ● 수도권 전철 1호선 | 평택 · 천안 · 신창 방면            |

## 역 주변
- 진위치안센터
- 평택하북우편취급소
- 진위중학교
- 진위고등학교
- 롯데웰푸드 평택공장
- 매일유업 평택공장
- 하북리
- 야막리
- 홍원제지 평택공장
- 하북감리교회

## 역사
1990년대 중반 계획 당시에는 하북역으로 불려 당시 수원 ~ 천안 2복선 전철 개통 이후에 추가 신설 할 예정이었으며, 실제 개통 또한 병점 ~ 천안 2복선 전철 개통이 2005년 1월에 비해 늦은 2006년 6월에서야 영업을 개시하였다.
- 2006년 6월 30일 : 평택지제역과 동시 개통
- 2010년 1월 21일: 당정역 개업으로 1호선 역번호가 P160번에서 P161번으로 변경

## 사진

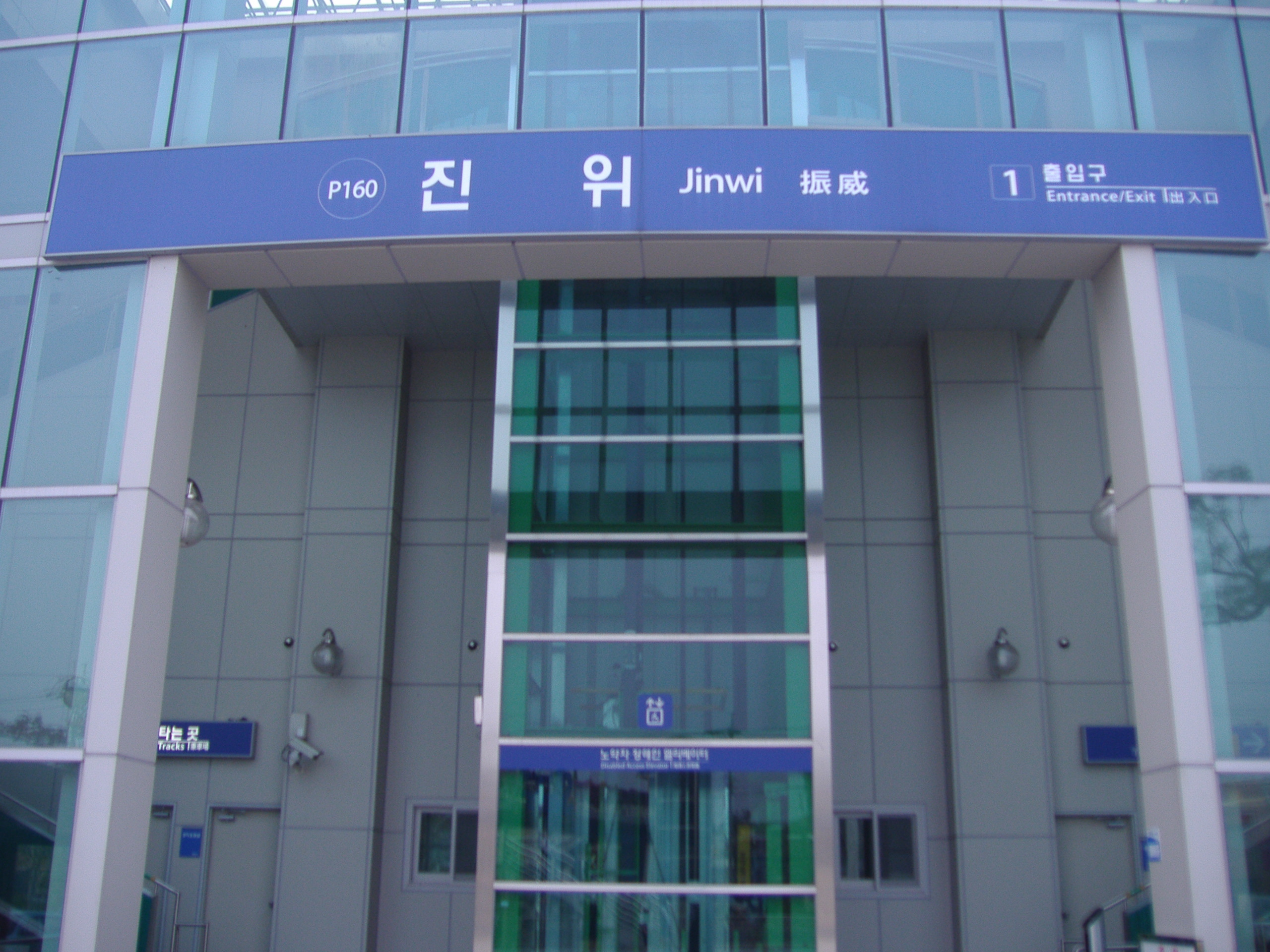
1번 출구
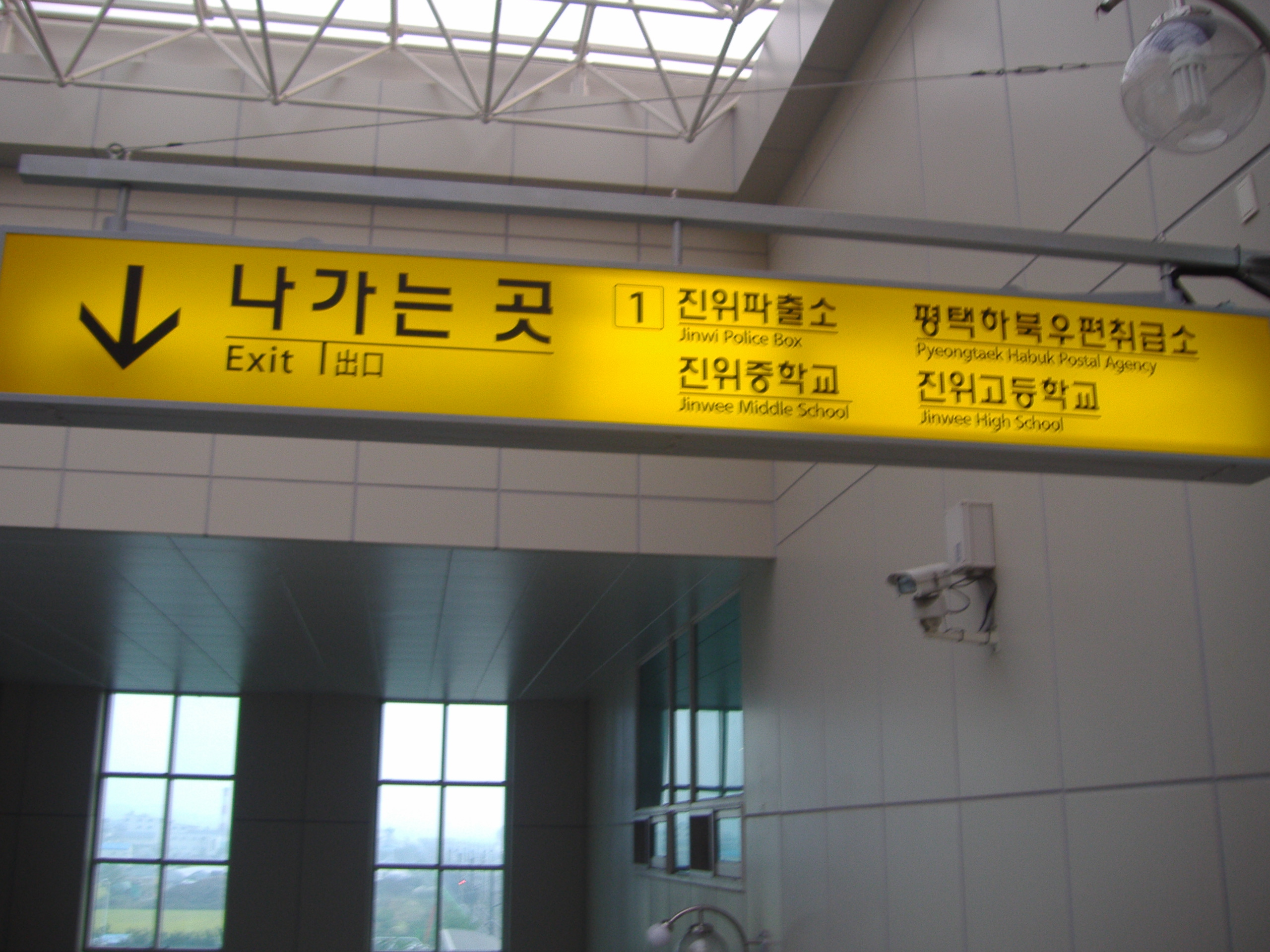
1번 출구 계단
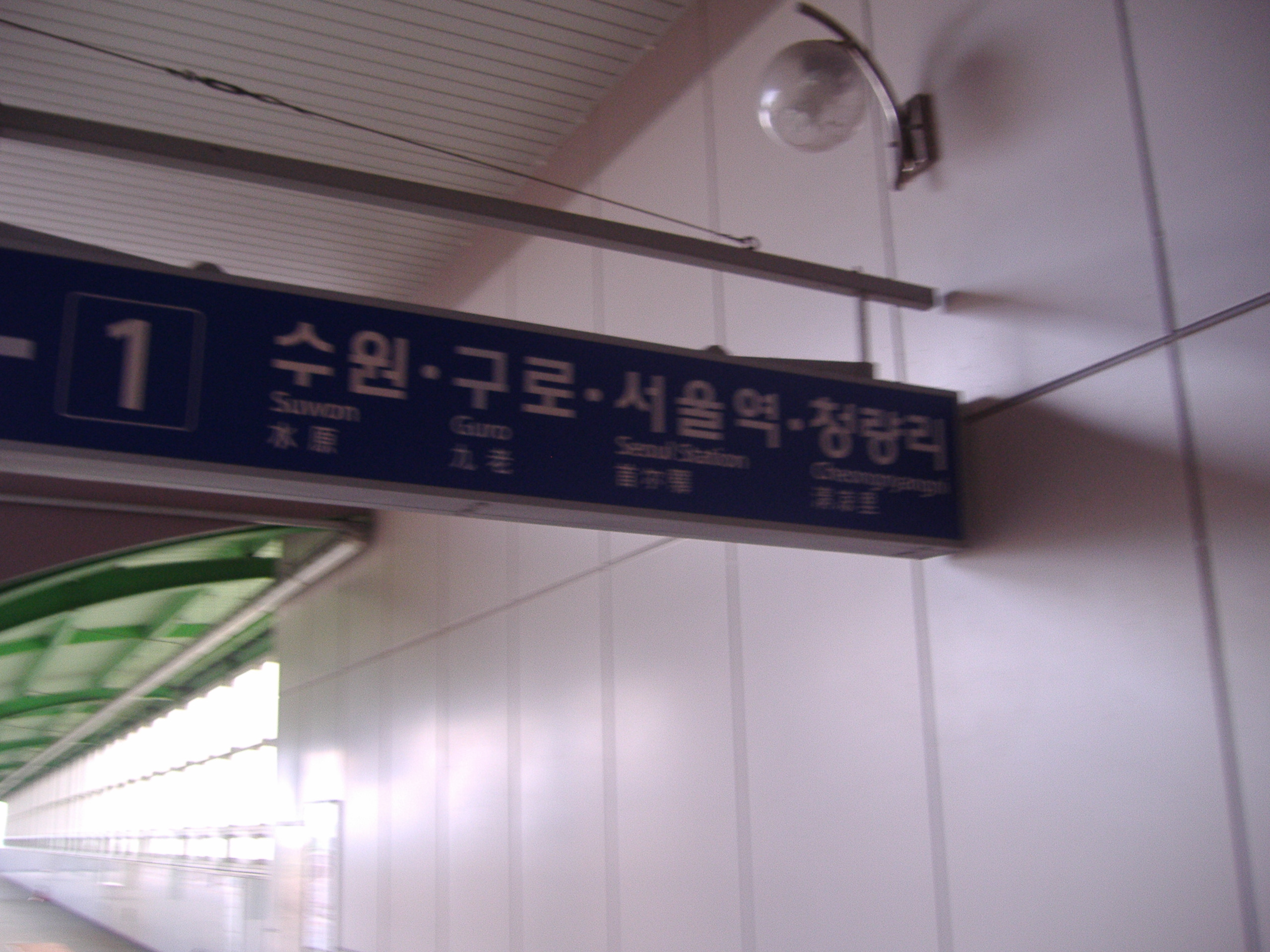
1번 승강장 안내판
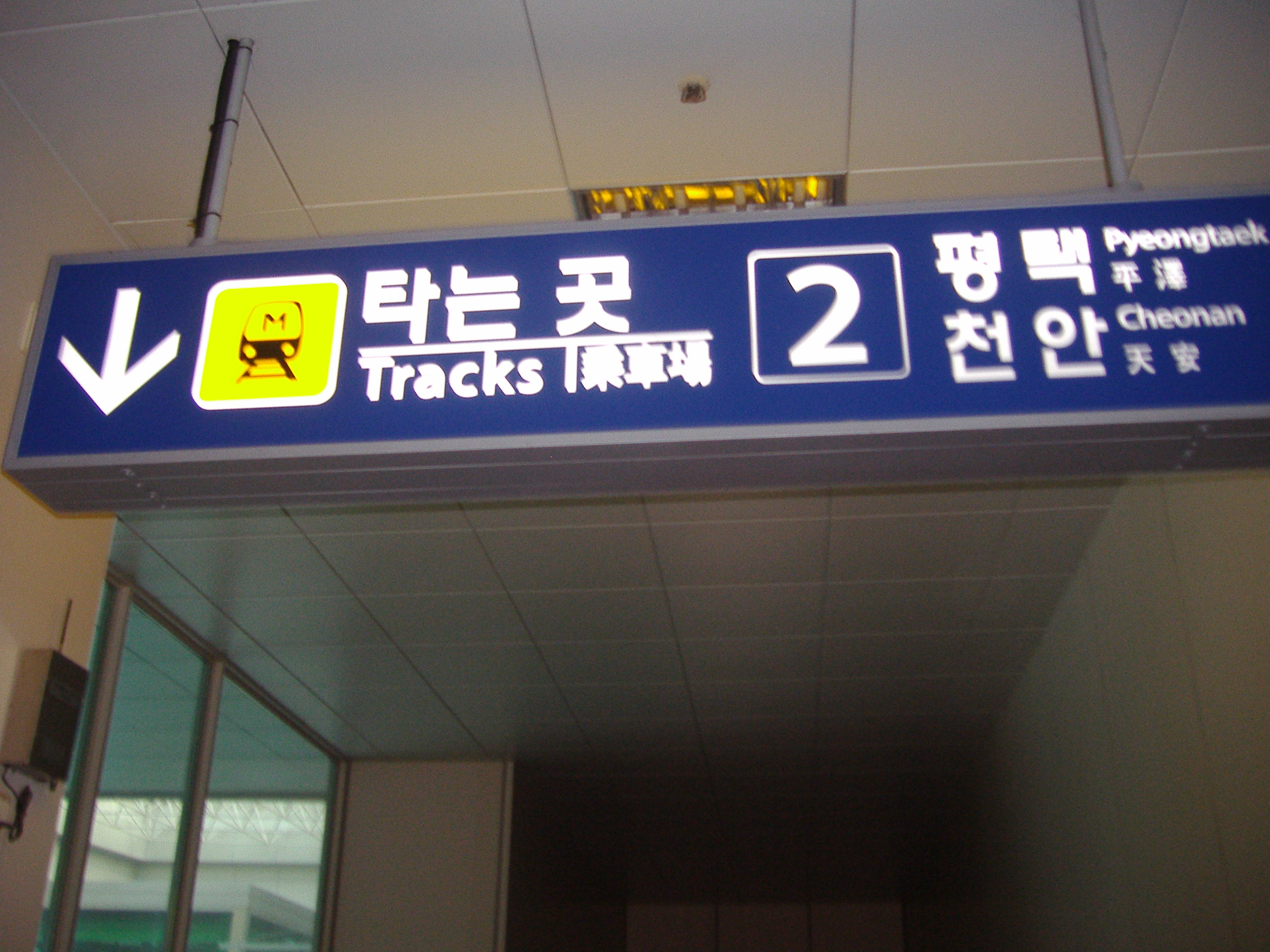
2번 승강장 안내판
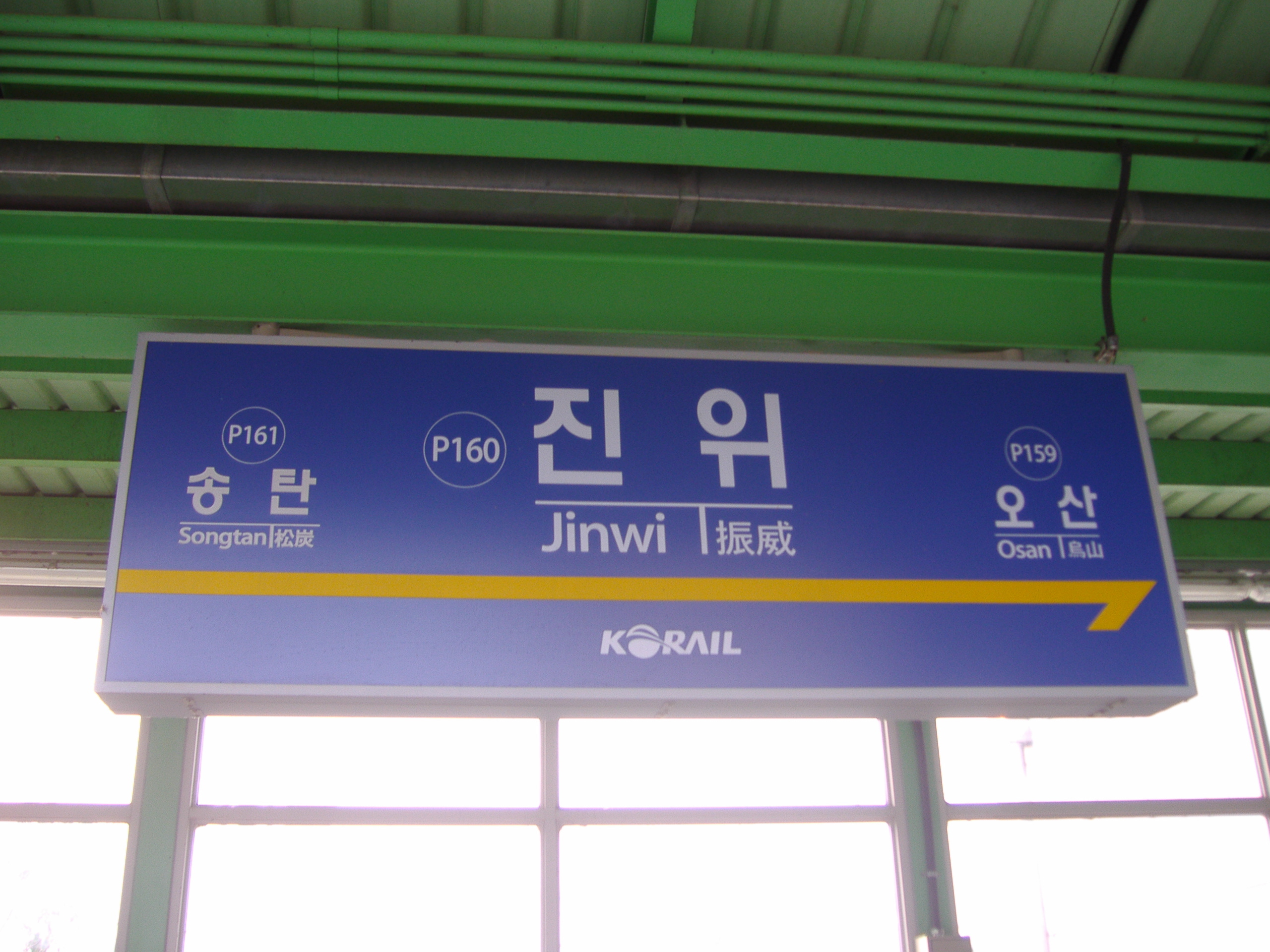
역명판(역번호 변경 전)
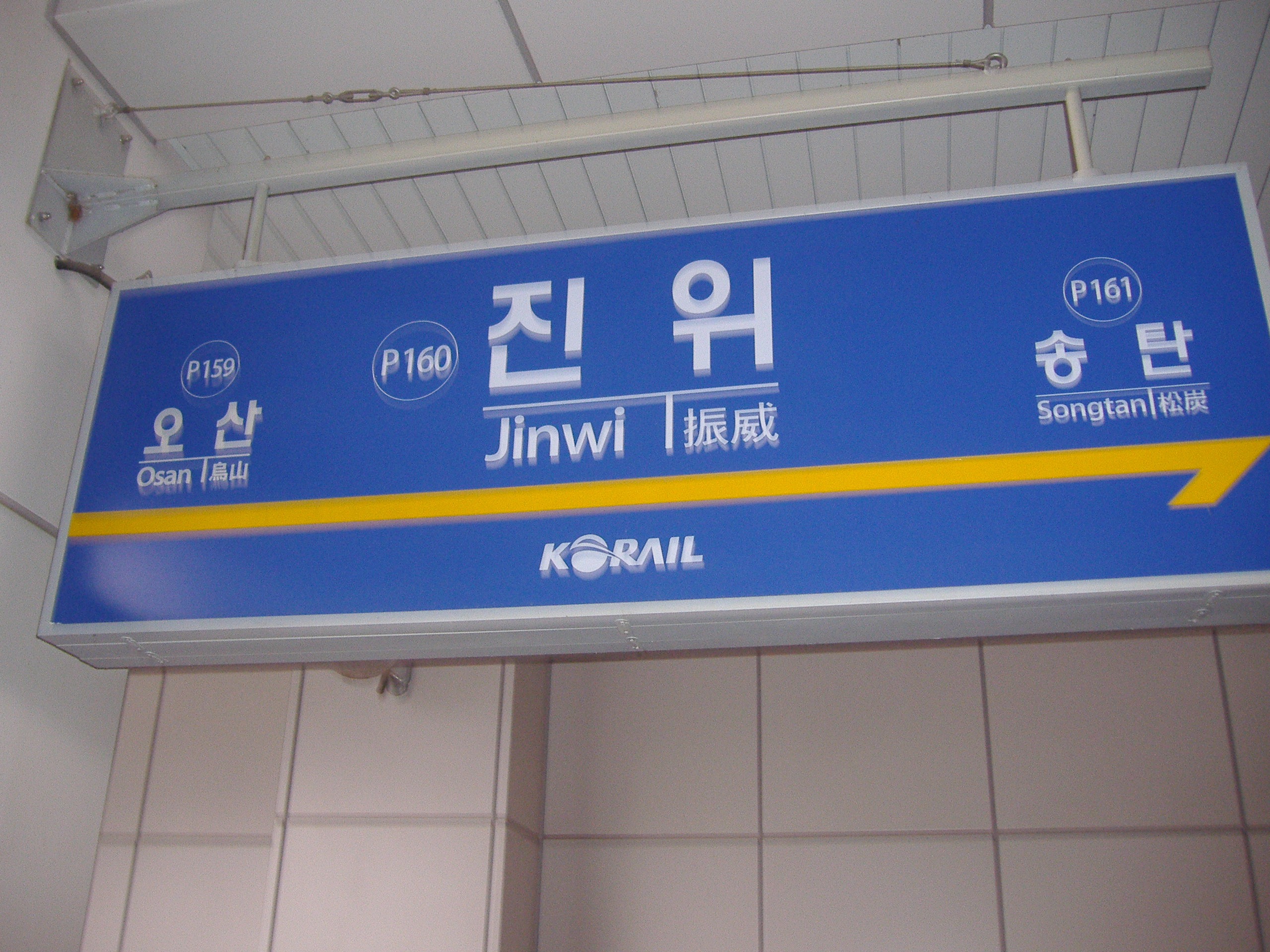
역명판2(역번호 변경 전)
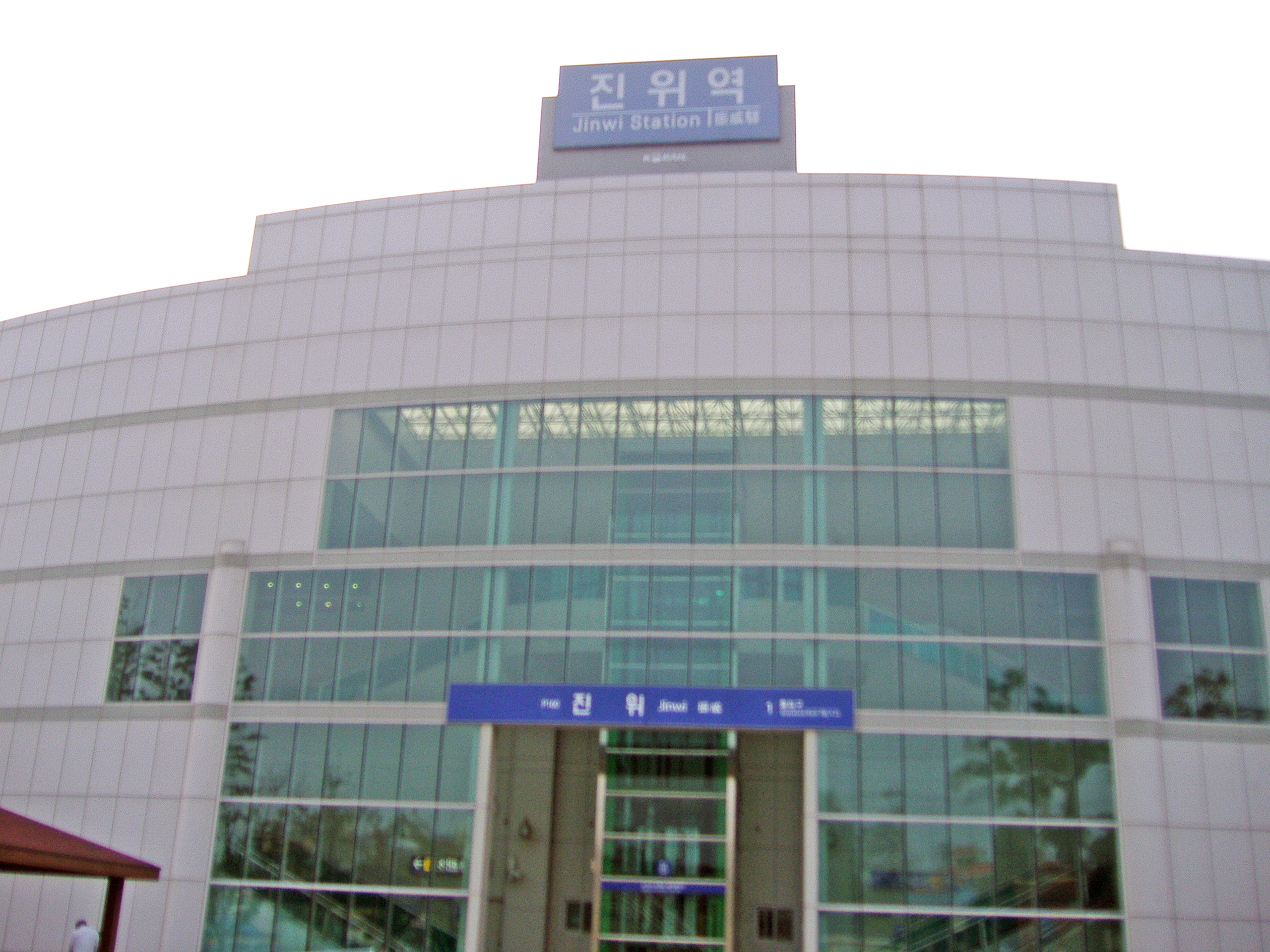
역사
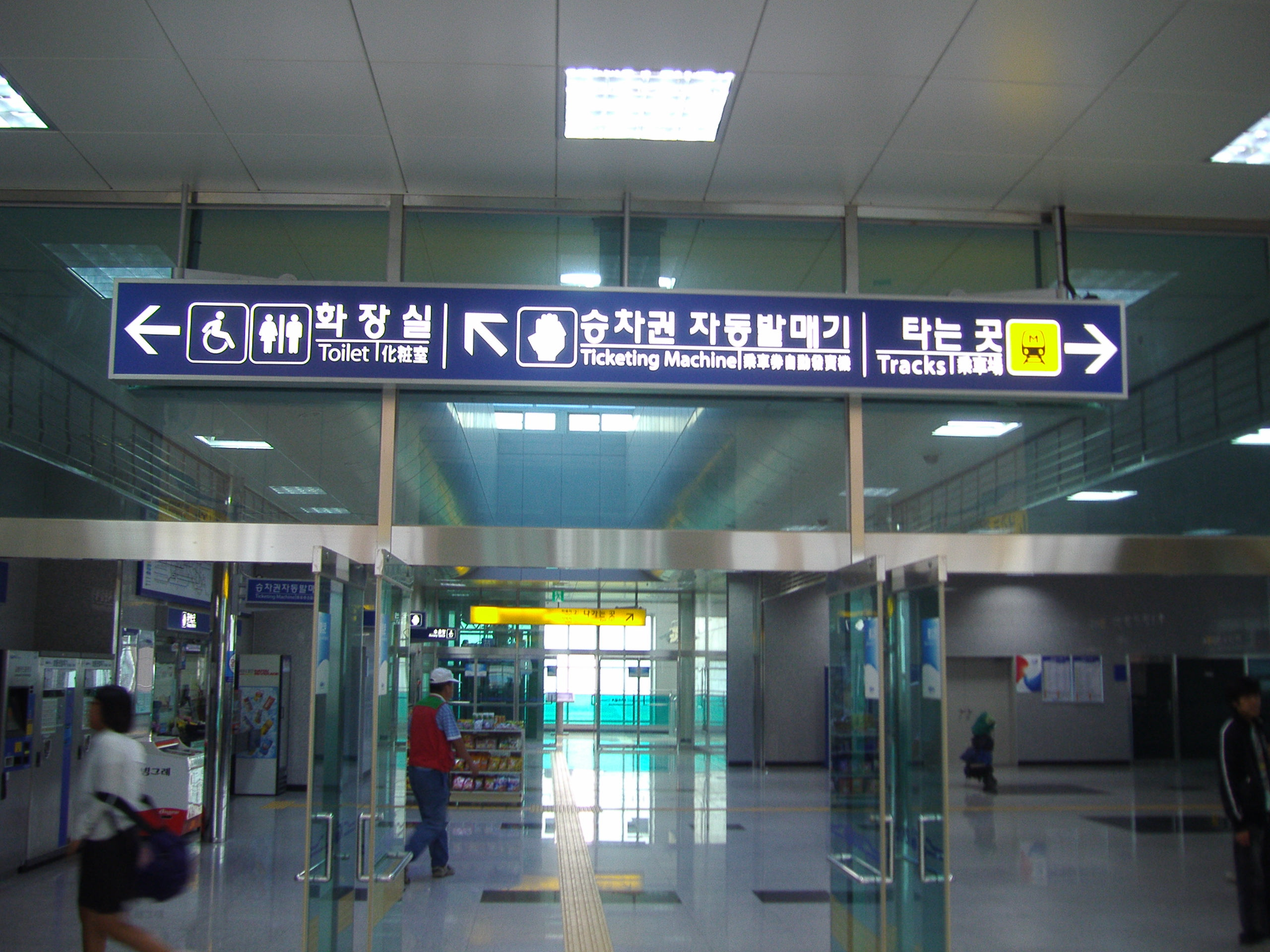
대합실

## 승차량 변동
| 노선   | 승차 인원 | 승차 인원 | 승차 인원 | 승차 인원 | 승차 인원 | 승차 인원 | 승차 인원 | 승차 인원 | 승차 인원 | 승차 인원 | 승차 인원 | 승차 인원 | 승차 인원 | 승차 인원 | 승차 인원 | 승차 인원 | 승차 인원 | 주 석 |
| 노선   | 2006년    | 2007년    | 2008년    | 2009년    | 2010년    | 2011년    | 2012년    | 2013년    | 2014년    | 2015년    | 2016년    | 2017년    | 2018년    | 2019년    | 2020년    | 2021년    | 2022년    | 주 석 |
| ------ | --------- | --------- | --------- | --------- | --------- | --------- | --------- | --------- | --------- | --------- | --------- | --------- | --------- | --------- | --------- | --------- | --------- | ----- |
| 경부선 | 749       | 938       | 1128      | 1245      | 1266      | 1406      | 1442      | 1491      | 1766      | 1622      | 1680      | 1727      | 1717      | 1716      | 1214      | 1307      | 1576      | [ 3 ] |

## 인접한 역
| 경부선                | 경부선                          | 경부선              |
| --------------------- | ------------------------------- | ------------------- |
| P160 오산 광운대 방면 | ● 수도권 전철 1호선 경부선 완행 | P162 송탄 신창 방면 |